# 千葉県道267号下総橘停車場東城線
千葉県道267号下総橘停車場東城線（ちばけんどう267ごう しもうさたちばなていしゃじょうとうじょうせん）は、千葉県香取郡東庄町を起点・終点とする一般県道。

## 概要
- 起点：香取郡東庄町石出（成田線 下総橘駅）
- 終点：香取郡東庄町青馬（千葉県道265号小見川海上線交点）
- 総延長：5.547 km[1]
- 重用延長：1.879 km
- 未供用延長：なし
- 実延長：3.668 km[1]

## 通過する自治体
- 千葉県
  - 香取郡東庄町

## 交差・接続する道路
- 国道356号 - 香取郡東庄町石出 ※一部重複
- 千葉県道265号小見川海上線 - 香取郡東庄町青馬（終点）